# La Fausse Monnaie (Maxime Gorki)
Ne doit pas être confondu avec La Fausse Monnaie.
La Fausse Monnaie (en russe : Falchivaïa moniéta, Фальшивые деньги) est une pièce de théâtre de Maxime Gorki rédigée en 1913.

## Histoire
Écrite en 1913 puis remaniée en 1926 pour être publiée par les éditions Ladyjnikov à Berlin, cette pièce en trois scènes est traduite en Français en 1964 par Génia Cannac et éditée par L'Arche la même année. Le texte intégral est aussi repris dans la revue Théâtre populaire du 1er semestre 1964
La pièce est mise en scène en 1949 par Otomar Krejča.

## Résumé
La fausse monnaie représente-elle celle effective de faux-monnayeurs ou celle symbolique des hommes jouant double-jeu avec leur vie ? Ce qui est certain, c'est qu'aucun des liens que nous croyons être ne le sont... 

## Personnages
- Yakovlev : un horloger borgne
- Pauline : sa femme récupérée sur le banc d'infamie
- Natacha : la fille de Yakovlev d'un premier lit
- Klavdia : la nièce de Yakovlev, amante de Ivanov
- Dounia : une voisine, amie de Klavdia, qui la couvre
- Bobova : une revendeuse d'objets volés
- Efimov : le mari trompé de Klavdia, représentant d'une fabrique de machines à coudre
- Kemskoï : un juge d'instruction âgé, frère de Yakovlev, père réel d'un des personnes
- Glinkine : le secrétaire de Kemskoï et le fiancé de Natacha
- Stogov : peut-être un faux-monnayeur ou un policier ? ancien amant de Pauline
- Louzguine : peut-être un policier ? rechercherait des héritiers.
- Ivanov : un agent de police, amant de Klavdia.